# La Maison biscornue (nouvelle)
Pour les articles homonymes, voir La Maison biscornue.
La Maison biscornue (titre original : "—And He Built a Crooked House—") est une nouvelle de science-fiction écrite par Robert A. Heinlein et parue pour la première fois en février 1941 dans la revue Astounding Science-Fiction.

## Résumé
Un architecte amateur de mathématiques, Quintus Teal, a des clients et amis, Homer et Matilda Bailey. Il les a convaincus de bâtir leur maison d'habitation en forme de patron de tesseract, c'est-à-dire en forme de tesseract développé, afin d'économiser sur le terrain.

La maison telle que dessinée par Quintus Teal.

La maison est ainsi construite sur base de huit cubes (chacun étant une pièce) assemblés en forme de double croix inversée reposant sur un unique cube posé au sol. 
Mais à la suite d'un séisme, la maison s'effondre sur elle-même et le patron se replie en un seul cube, se transformant en véritable tesseract ayant quatre dimensions spatiales.
Se rendant sur les lieux, l'architecte et les Bailey croient d'abord à un « vol » audacieux de l'ouvrage immobilier, mais après avoir pénétré dans le cube, ils s'aperçoivent non seulement que l'ensemble des cubes est disponible à l'intérieur de ce cube unique, mais encore que l'espace semble avoir subi d'étranges déformations : l'escalier du cube supérieur mène au rez-de-chaussée, ils s'aperçoivent eux-mêmes dans une autre pièce à un certain moment, et pire, les portes semblent ne plus mener dehors, mais uniquement dans d'autres pièces, tandis que les fenêtres donnent sur des paysages étranges, voire une absence de paysages. 
Soudain a lieu une réplique sismique : effrayés, ils sortent avec précipitation par une fenêtre vers ce qui semble être un paysage désertique d'un autre monde, et se retrouvent en fait dans le Parc national de Joshua Tree, à 250 km de là. Lorsqu'ils retournent sur le site de construction de la maison, celle-ci a totalement disparu. Et lorsque Teal envisage de reconstruire une telle maison, il évite de peu une gifle de Matilda.

## Analyse
- L'idée d'un logement s'étendant dans une quatrième dimension spatiale a également été développée en 1957 par Clifford D. Simak dans Copie carbone (Carbon Copy)[1].
- Le titre original paraphrase la comptine There Was a Crooked Man[2],[3].
- Dans le film Cube 2, en 2002, les personnages sont, comme ceux de la nouvelle d'Heinlein, prisonniers d'un tesseract qui s'effondre peu à peu sur lui-même.

## Critique
Déclarant qu'elle « a été, pour de nombreux lecteurs, la première introduction à la géométrie à quatre dimensions qui promettait quelque compréhensibilité », Carl Sagan a cité La Maison biscornue en 1978 comme un exemple d'« un des grands avantages de la science-fiction [qui] est qu'elle peut transmettre des bribes et des indices de connaissances inconnues ou inaccessibles au lecteur ».

## Éditions

### En anglais
- dans Astounding Science-Fiction, vol. 26, no 6, février 1941, p. 68–83 [lire en ligne].
- dans Clifton Fadiman (en) (dir.), Fantasia Mathematica (en), Copernicus, 1958, p. 70–90 [lire en ligne].

### En français
- dans Après-demain, la Terre…, Casterman, coll. « Autre temps, autres mondes / Anthologies », 1971.
- dans Le Livre d'or de la science-fiction : Robert Heinlein, Pocket (no 5102), 1981  (ISBN 2-266-00985-0), rééd. Longue Vie, coll. « Le Grand Temple de la S-F », 1989  (ISBN 2-266-02832-4).
- dans Histoires de la quatrième dimension, Le Livre de poche, coll. « La Grande Anthologie de la SF » (no 3783), 1983 (rééd. 1986)  (ISBN 2-253-03295-6), p. 113–142.
- dans Nouvelles des siècles futurs, Omnibus, coll. « Science-fiction / fantastique », 2004  (ISBN 2-258-05611-X).